# Рапалло
Рапа́лло (итал. Rapallo) — курортный город (с 1957 года) на побережье Лигурии, у вод залива Тигуллио Лигурийского моря между Портофино и Кьявари, к юго-востоку от Генуи.
Население составляет 30,4 тысячи жителей (2007 год). Покровительницей коммуны почитается Пресвятая Богородица (Nostra Signora di Montallegro), празднование 2 июля.

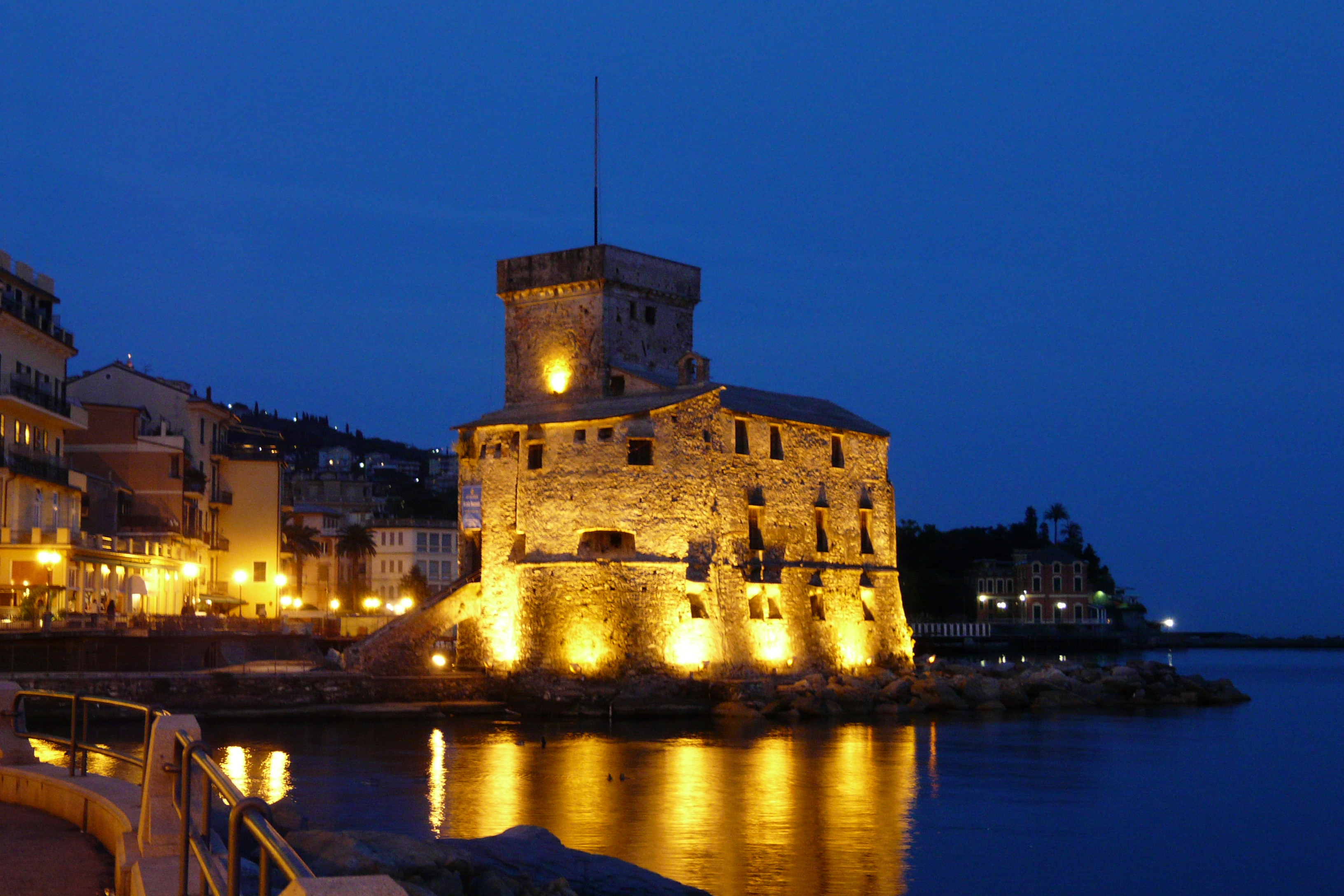
Вечерний Рапалло

## История
Рапалло известен с 964 года как приморская деревня в границах Генуэзской республики.
В XVI веке для отражения пиратских набегов на прибрежных островах были возведены первые укрепления. Местная церковь Гервасия и Протасия была заложена в XII веке, но впоследствии перестраивалась. Рядом с Рапалло расположена католическая святыня Монталлегро.
Развитие Рапалло в качестве курорта с фешенебельными отелями началось после проведения железной дороги из Рима на Ниццу (1868 год). Особенно популярен он был в «прекрасную эпоху». Сюда съезжались видные литераторы (Мопассан, Ницше, Эзра Паунд) и дипломаты, а также представители высшей аристократии. Именно в Рапалло Ницше начал работу над трактатом «Так говорил Заратустра».
В 1889 году Л. Камерано, Перокка и Роза основали в Рапалло зоологическую станцию связанную с Туринским университетом.
На начало XX столетия Рапалло, город в итальянской провинции Генуи, в котором проживало около 4 000 жителей, были гавань и зимняя климатическая станция.
С 1910 года английский денди Макс Бирбом держал в Рапалло литературный салон.
В 1917 году, после поражения итальянской армии у Капоретто, в Рапалло прошла конференция стран Антанты, постановившая создать Верховный совет Антанты, и 7 ноября был учреждён междусоюзнический Верховный военный совет, в составе глав правительств и по одному министру от Франции, Великобритании, Италии и Соединённых Штатов Северной Америки, с придачей в качестве технического аппарата военных представителей указанных государств (М. Вейган, Генри Вильсон, Кадорна и Блисс).
В 1920 году Королевство Италия и Югославия договорились 12 ноября в Рапалло об урегулировании территориальных споров, а два года спустя здесь установили дипломатические отношения РСФСР и Веймарская республика.